# Croix-Mare
Croix-Mare is een gemeente in het Franse departement Seine-Maritime (regio Normandië) en telt 688 inwoners (2005). De plaats maakt deel uit van het arrondissement Rouen.

## Geografie
De oppervlakte van Croix-Mare bedraagt 8,7 km², de bevolkingsdichtheid is 79,1 inwoners per km².
De onderstaande kaart toont de ligging van Croix-Mare met de belangrijkste infrastructuur en aangrenzende gemeenten.

## Demografie
Onderstaande figuur toont het verloop van het inwonertal (bron: INSEE-tellingen).